# مطار كويته الدولي
مطار كويته الدولي (بالأردية: کوئٹہ بین الاقوامی ہوائی اڈہ)(بالبلوشية: کوئٹہ میان اُستمانی بالی پَٹ)(إياتا: UET، إيكاو: OPQT) يقع المطار في مدينة كويته عاصمة إقليم بلوشستان في باكستان، يعد المطار رابع أعلى مطار في باكستان إذ يبلغ ارتفاعه 1605 متر فوق مستوى سطح البحر، وثاني أكبر مطار في المنطقة الجنوبية من باكستان وأكبر لمطار في إقليم بلوشستان، وهو يقع على بعد 12 كم إلى الجنوب الغربي من مدينة كويته، بُني المطار على مساحة 35 فدان (14 هكتار)، وكان متوسط الرحلات المقررة 1332 رحلة، أما الرحلات غير المنتظمة 247 رحلة.

## التاريخ
يربط المطار المدن الداخلية بمدينة كويته، فضلا عن المحاور المركزية من قبل العديد من شركات الطيران، في الوقت الحاضر حُصر العمل في الخدمات الدولية فقط بالناقل الوطني الخطوط الجوية الدولية الباكستانية، وإن كان قد خدم المدينة شركات الطيران الإقليمية مثل خطوط اسمان الإيرانية وأريانا الجوية الأفغانية في الماضي.
المطار مثل العديد من المطارات في أيام ما قبل الاستقلال، كانت في الأساس مهبط صغير يقدم العمليات الجوية نيابة عن الإمبراطورية البريطانية، أما بعد الاستقلال فتولى الناقل الوطني لباكستان اطلاق رحلة كراتشي كويته لاهور في عام 1954، وأدى ذلك إلى تطوير المدرج الجديد الذي تم بناؤه من قبل شركة فرنسية في عام 1958، وقامت فوكر إف27 فريند شيب برحلة الصداقة التي بدأت في عام 1964، ونظرا لنمو أعمال المطار وازدياد أعداد الركاب المسافرين أطلقت الخطوط الباكستانية رحلة بوينغ الجوية من مطار كويته في عام 1972، وقد تم إطلاق الرحلة الدولية الأولى في عام 1977، وسمحت الإيرادات المحصلة من قبل إدارة المطار في إنشاء وبناء مبنى جديد للمطار في عام 1982، وتم بناء برج مراقبة جديد بين عام 1982 وعام 1983، تم تركيب المساعدات الملاحية الدقيقة ومؤشرات مسار نهج ودوبلر عالية التردد احادي المدى في عام 1984، وتم افتتاح قاعة البهو الرئيسي في عام 2001 لاستيعاب الأعداد الكبيرة من الركاب والأسر التي جاءت لتوديع اقاربهم.

## البناء
يعد مطار كويته الدولي رابع أعلى مطار وكذلك ثاني أكبر مطار في إقليم بلوشستان، المطار حاليا يخضع للتقييم لترقيته لجعلها متوافق مع الاحتياجات المستقبلية للموقع الجغرافي، ويعمل الجهاز المركزي للمحاسبات حاليا مع الحكومة المحلية لتطوير المطار لتلبية المعايير الدولية، يتكون مبنى المطار من قاعة البهو، وقاعة مؤتمرات، ومحطة وصول محلية والدولية، وصالتين في الطابق الأول للخروج للرحلات المحلية والدولية، لدى المطار قدرة سنوية استيعابية تبلغ 250,000 مسافر، للمطار عدة مرافق لمعالجة الاحتياجات العادية للركاب مثل أكشاك هاتفية ومرافق الصرافة وأجهزة الصراف الآلي ومحطات الإنترنت ومحلات بيع التذكارات ومحلات استئجار خدمات السيارات، فضلا عن مكتب للبريد، في عام 2007 قام الجهاز المركزي للمحاسبات في باكستان بتخصيص ميزانية تبلغ 270 مليون روبية لتحديث المطار.

## شركات الطيران
| شركـات طيـران                     | الوجهات                                                                                         |
| --------------------------------- | ----------------------------------------------------------------------------------------------- |
| العربية للطيران                   | مطار الشارقة الدولي                                                                             |
| فلاي دبي                          | مطار دبي الدولي                                                                                 |
| فلاي جناح                         | مطار جناح الدولي                                                                                |
| الخطوط الجوية الدولية الباكستانية | مطار إسلام آباد الدولي، مطار الملك عبد العزيز الدولي، مطار جناح الدولي، مطار علامه إقبال الدولي |
| سيرين للطيران                     | مطار إسلام آباد الدولي، مطار علامه إقبال الدولي                                                 |